# Viên Hòa Bình
Viên Hòa Bình (chữ Hán: 袁和平, tên tiếng Anh: Yuen Woo-ping, sinh ngày 1 tháng 1 năm 1945 tại Quảng Châu, Trung Quốc) là một đạo diễn, diễn viên, người chỉ đạo võ thuật của điện ảnh Hồng Kông. Ông được xem là một trong những nhân vật thành công và có ảnh hưởng nhất của thể loại phim hành động Hồng Kông thông qua vai trò chỉ đạo võ thuật cho nhiều bộ phim nổi tiếng như Ngọa Hổ Tàng Long, Tuyệt đỉnh Kungfu hay Hoắc Nguyên Giáp. Ở phương Tây Viên Hòa Bình được biết tới với vai trò là chỉ đạo võ thuật cho nhiều tác phẩm ăn khách như bộ ba Ma trận (The Matrix), Kill Bill và Vua Kung Fu (The Forbidden Kingdom).

## Tiểu sử
Viên Hòa Bình sinh ngày 1 tháng 1 năm 1945 tại Quảng Châu, Quảng Đông, Trung Quốc. Ông là anh cả trong một gia đình có 12 người con (trong đó nhiều người sau này cũng trở thành diễn viên, đạo diễn và chỉ đạo võ thuật). Ngay từ nhỏ ông đã được học võ và các nghệ thuật biểu diễn Kinh kịch thông qua người cha Viên Tiểu Điền (袁小田), vốn là một võ sư và diễn viên nổi tiếng ở Hồng Kông. Ông Viên Tiểu Điền cũng từng là sư phụ dạy kỹ thuật diễn xuất cho Thành Long khi ngôi sao này mới bắt đầu sự nghiệp. Năm 1978, chính Viên Hòa Bình đã viết kịch bản và đạo diễn phim Túy quyền (醉拳 - Drunken Master) trong đó có sự xuất hiện của cả Thành Long và ông Viên Tiểu Điền trong vai sư phụ.

## Sự nghiệp
Viên Hòa Bình bắt đầu sự nghiệp diễn xuất và chỉ đạo võ thuật vào năm 1970 bằng một vai nhỏ trong bộ phim Long hổ môn và sau đó là vai trò chỉ đạo võ thuật cho một loạt phim của đạo diễn Ngô Tư Viễn (吳思遠) làm với hãng Thiệu thị. Đáng chú ý trong số phim này là Đãng khấu than (荡寇滩).
Năm 1978, Viên được giao đạo diễn bộ phim đầu tay Xà hình điêu thủ (蛇形刁手). Đây là bộ phim bệ phóng đưa Thành Long lên vị trí ngôi sao của phim võ thuật Hồng Kông và cũng mở đầu cho sự hợp tác giữa Viên Hòa Bình - Ngô Tư Viễn - Thành Long và Viên Tiểu Điền. Bộ phim tiêu biểu cho mối hợp tác này là Túy quyền (1978), tác phẩm tiêu biểu nhất cho thể loại phim võ thuật hài của điện ảnh Hồng Kông. Một năm sau Túy quyền, Viên Hòa Bình tiếp tục thành công với thể loại phim võ thuật hài qua Lâm Thế Vinh (林世榮), bộ phim tạo bước ngoặt cho sự nghiệp của Hồng Kim Bảo.

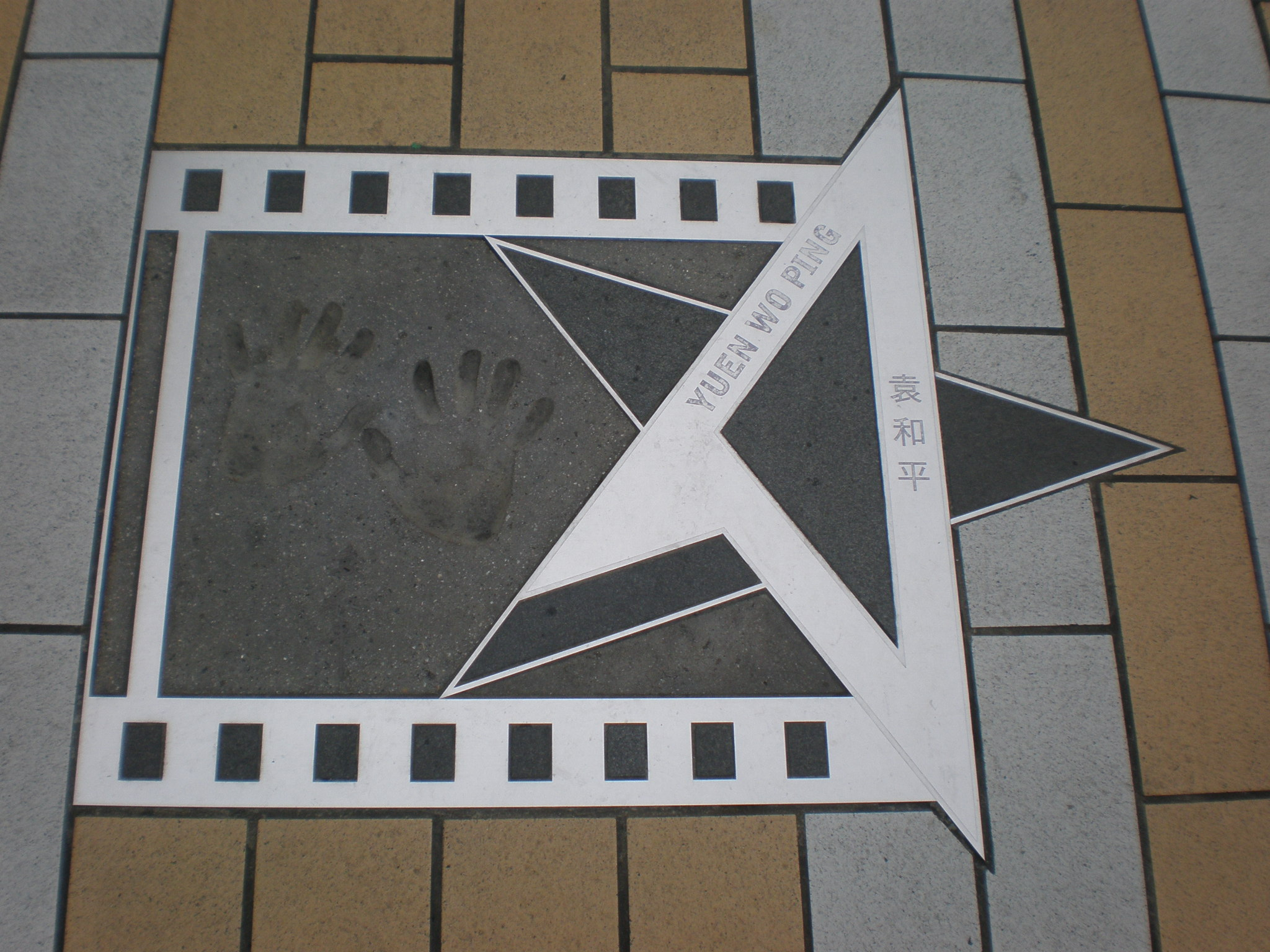
Ngôi sao của Viên Hòa Bình trên Đại lộ Ngôi sao.

Vào thập niên 1980 điện ảnh Hồng Kông chứng kiến sự nở rộ của các bộ phim hành động hoặc phim hài, cùng với xu hướng đó là sự suy giảm của các bộ phim võ thuật kiểu truyền thống vốn là sở trường của Viên Hòa Bình. Trong suốt thập niên này ông chỉ tham gia hơn 10 bộ phim và không có tác phẩm nào thực sự gây được tiếng vang. Chỉ khi trào lưu phim hành động bắt đầu thoái trào ở Hồng Kông từ đầu thập niên 1990 (cùng với việc các ngôi sao phim hành động hàng đầu như đạo diễn Ngô Vũ Sâm, diễn viên Châu Nhuận Phát, Thành Long bắt đầu phát triển sự nghiệp ở Hollywood), phim võ thuật mới thực sự tìm lại được chỗ đứng ở hòn đảo này, nhất là sau loạt phim Hoàng Phi Hồng. Được đánh giá cao nhất trong loạt phim Hoàng Phi Hồng là Hoàng Phi Hồng 2: Nam nhi đương tự cường (黃飛鴻之二男兒當自強, 1992). Đây là bộ phim do Từ Khắc đạo diễn, Viên Hòa Bình chỉ đạo võ thuật và hai vai chính được giao cho Lý Liên Kiệt - Chân Tử Đan. Những cảnh giao đấu do Viên Hòa Bình chỉ đạo trong phim giữa Hoàng Phi Hồng (Lý Liên Kiệt) và Nạp Lan Nguyên Thuật (Chân Tử Đan) được xem là những cảnh võ thuật thuộc loại xuất sắc nhất trong lịch sử điện ảnh Hồng Kông. Sau Hoàng Phi Hồng 2, Viên Hòa Bình bắt đầu quay trở lại vai trò đạo diễn với nhiều bộ phim thành công như Thái cực Trương Tam Phong (太极张三丰, 1993), Tinh võ anh hùng (精武英雄, 1994), cả hai đều có sự tham gia của Lý Liên Kiệt, hay Thiếu niên Hoàng Phi Hồng chi Thiết mã hầu (少年黃飛鴻之鐵馬騮, 1993) với ngôi sao Chân Tử Đan.
Những thành công liên tiếp của Viên Hòa Bình ở Hồng Kông đã gây được sự chú ý ở Hollywood. Ông được Anh em Wachowski mời vào vai trò chỉ đạo võ thuật cho bộ ba siêu phẩm Ma trận (1999 - The Matrix, 2003 - The Matrix Reloaded và 2003 - The Matrix Revolutions). Viên được đánh giá là đã góp phần không nhỏ vào việc tạo nên hiệu quả hình ảnh mang tính cách mạng cho các cảnh hành động của Ma trận đồng thời đem phim võ thuật lại gần với khán giả phương Tây hơn. Sau Ma trận, Viên tiếp tục được đạo diễn Quentin Tarantino mời vào vai trò chỉ đạo võ thuật cho Kill Bill: Volume 1 (2003) và Kill Bill: Volume 2 (2004), hai tác phẩm rất ăn khách và cũng được đánh giá rất cao về những cảnh hành động kiểu Á Đông. Trong thời gian thực hiện hai loạt phim bom tấn này, Viên còn hợp tác với đạo diễn Lý An trong một tác phẩm thành công khác là Ngọa Hổ Tàng Long (臥虎藏龍, 2000), bộ phim giành Giải Oscar cho phim ngoại ngữ hay nhất.
Năm 2004, lần đầu tiên Viên hợp tác với vua hài Châu Tinh Trì để thực hiện bộ phim Tuyệt đỉnh Kungfu (功夫) và tác phẩm đã lập tức thành công rực rỡ. Những pha đấu võ sáng tạo kiểu Viên Hòa Bình kết hợp với yếu tố hài hước của Châu Tinh Trì đã giúp Tuyệt đỉnh Kungfu trở thành bộ phim ăn khách nhất trong lịch sử điện ảnh Hồng Kông. Năm 2008, Viên Hòa Bình được mời chỉ đạo võ thuật cho Vua Kung Fu (The Forbidden Kingdom), bộ phim đầu tiên có sự góp mặt của cả Thành Long và Lý Liên Kiệt, hai ngôi sao võ thuật từng trở nên nổi tiếng nhờ các bộ phim của chính Viên.
Năm 2008, phim Diệp Vấn đánh dấu một bước ngoặt mới trong sự nghiệp của ông khi ông cùng võ sư Diệp Chuẩn chỉ đạo thành công cho vai diễn Diệp Vấn của Chân Tử Đan. Năm 2009, ông chỉ đạo cho loạt phim Địch Nhân Kiệt. Năm 2011, ông chỉ đạo cho phim Tân Thiếu Lâm tự.

## Giải thưởng
Viên Hòa Bình từng giành 3 giải Chỉ đạo hành động xuất sắc nhất tại Giải thưởng Điện ảnh Hồng Kông với các bộ phim Ngọa Hổ Tàng Long (2000), Tuyệt đỉnh Kungfu (2004) và Hoắc Nguyên Giáp (霍元甲 - Fearless, 2006). Ông cũng được trao Giải cống hiến tại lễ trao Giải thưởng Điện ảnh Hồng Kông lần thứ 20. Với Ngọa Hổ Tàng Long, Viên còn được trao giải Chỉ đạo hành động xuất sắc nhất tại Giải Kim Mã và Giải thưởng Hiệp hội Phê bình Điện ảnh Hồng Kông.